# Krakauschatten
Krakauschatten in den Schladminger Tauern in der Steiermark ist eine Ortschaft und Katastralgemeinde der Gemeinde Krakau im Bezirk Murau.

## Geografie

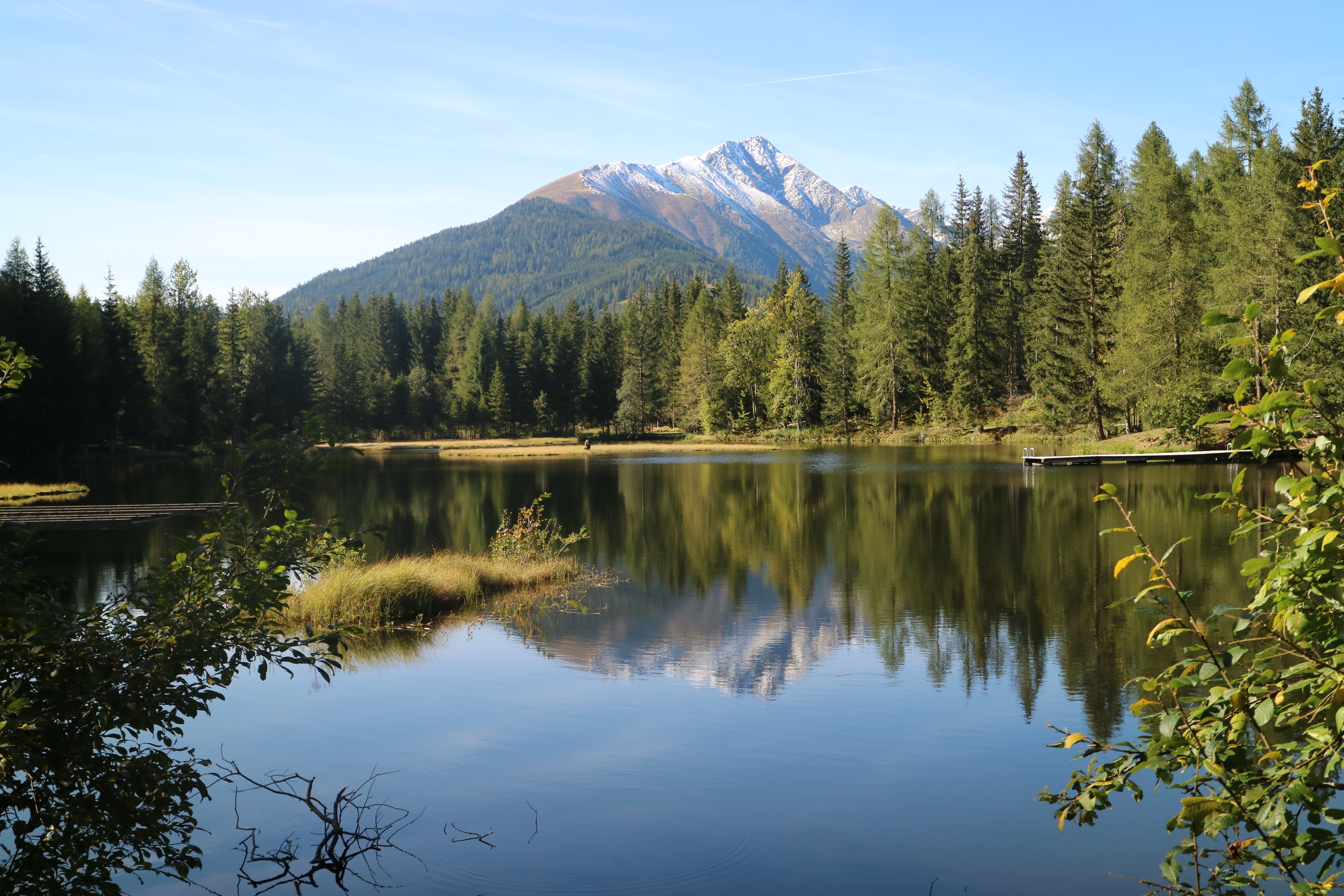
Schattensee mit Preber

Krakauschatten liegt im Krakautal im Bezirk Murau im österreichischen Bundesland Steiermark.
Das Krakautal ist ein Hochplateau, welches sich zwischen den Schladminger Tauern und den Murbergen auf die drei Ortschaften Krakaudorf, Krakauhintermühlen und Krakauschatten (mit Oberetrach und Unteretrach) mit insgesamt etwa 1400 Einwohnern erstreckt. Krakauschatten hat um die 300 Einwohner. Eine bekannte Naturschönheit ist der Schattensee.

## Geschichte
Ab dem 6. Jahrhundert rodeten slawische Siedler das Gebiet. Ab dem 9. Jahrhundert kamen auch bairische Siedler in das Krakautal. Im Mittelalter gab es verschiedenste Grundherren. Ab dem 17. Jahrhundert war das Gebiet überwiegend im Besitz der Fürsten Schwarzenberg.
Die Aufhebung der Grundherrschaften erfolgte 1848. Die Ortsgemeinde als autonome Körperschaft entstand 1850. Nach der Annexion Österreichs 1938 kam die Gemeinde zum Reichsgau Steiermark, 1945 bis 1955 war sie Teil der britischen Besatzungszone in Österreich.

### Ehemalige Gemeinde
Die ehemalige, bis Ende 2014 selbständige Gemeinde im Gerichtsbezirk Murau ist seit 2015 im Rahmen der steiermärkischen Gemeindestrukturreform mit den Gemeinden Krakauhintermühlen und Krakaudorf zur neuen Gemeinde Krakau zusammengeschlossen.
Letzter Bürgermeister war bis Ende 2014 Gerhard Stolz (ÖVP). Der mit Ende 2014 aufgelöste Gemeinderat setzte sich nach den Wahlen von 2010 wie folgt zusammen:
- 6 ÖVP
- 3 SPÖ

### Wappen
| Wappen von Krakauschatten | Blasonierung: „Im erhöht von Grün und Silber geteilten Schild über einer schwarzen Krähe balkenweise zwei anstoßende Rechenbänke, die obere silberne mit aufwärts gekehrten silbernen Zähnen, die untere rote mit gestürzten roten Zähnen.“ |
| Wappen von Krakauschatten | Die Verleihung des Gemeindewappens erfolgte mit Wirkung vom 1. Juni 1982. Wegen der Gemeindezusammenlegung verlor dieses mit 1. Jänner 2015 seine offizielle Gültigkeit.                                                                    |

## Persönlichkeiten

### Ehrenbürger
- 1984: Josef Krainer junior (1930–2016), Landeshauptmann
- 2010: Otto Esterl (* 1945), Altbürgermeister